# Montigny-en-Arrouaise
Montigny-en-Arrouaise är en kommun i departementet Aisne i regionen Hauts-de-France i norra Frankrike. Kommunen ligger  i kantonen Bohain-en-Vermandois som ligger i arrondissementet Saint-Quentin. År 2022 hade Montigny-en-Arrouaise 317 invånare.

## Befolkningsutveckling
Antalet invånare i kommunen Montigny-en-Arrouaise
Referens: INSEE